# Oddelek za etnologijo in kulturno antropologijo, Filozofska fakulteta v Ljubljani
Oddelek za etnologijo in kulturno antropologijo deluje na Filozofski fakulteti Univerze v Ljubljani. Nahaja se na Zavetiški ulici 5 v Ljubljani in ne na matičnem naslovu Filozofske fakultete (Aškerčeva 2, 1000 Ljubljana).

## Zgodovina
Etnologija oziroma kulturna antropologija ima v Sloveniji zgledno
zgodovino. Seminar za etnografijo so zasnovali že leta 1919, ob ustanovitvi ljubljanske univerze, in ga vključili v organizacijsko strukturo Filozofske fakultete. Redni študij »etnologije z etnografijo« se je začel v študijskem letu 1940/41. Predmetnik, ki ga je zasnoval prvi visokošolski učitelj etnologije/kulturne antropologije na Slovenskem prof. dr. Niko Zupanič, je bil izrazito antropološki. Katedro za etnologijo je leta 1957 prevzel prvi
doktorand etnologije na Slovenskem, prof. dr. Vilko Novak, ki je posebno pozornost namenil tudi predstavitvi in prikazom slovanskih in slovenske ljudske kulture, poleg predavanj o obči etnologiji pa je Vilko Novak uvedel še sistematična prikaza etnologije Južnih Slovanov in narodov Evrope. Pomemben del vseh predmetnikov od samega začetka študija etnologije (kulturne antropologije) na ljubljanski univerzi so terenske oz. »seminarske vaje« (tudi v obliki ekskurzij) in »počitniška praksa«, kot so jo imenovali v časih Vilka Novaka. Novaku je sledil prof. dr. Slavko Kremenšek in na eni strani opustil ozko razumevanje ljudske kulture, ki so ga dotlej povezovali le s podeželjem, in začel preučevati delavsko in urbano kulturo, na drugi strani pa se je naslonil na izrazito historicistično metodološko paradigmo. Njegovo delo na oddelku in v slovenski etnologiji je bilo povezano s pomembnimi premiki na področju metodologije in predmeta etnološkega raziskovanja. Do naslednjega večjega premika je prišlo v akademskem letu 1990/91, ko se je kulturna antropologija eksplicitno pojavila v imenu oddelka in smo kmalu zatem ob dotedanjem dvopredmetnem študiju uvedli tudi samostojni študij etnologije in kulturne antropologije. Tak razvoj je spremljala živahna, občasno kar žolčna razprava v strokovnih in znanstvenih glasilih. Z vidika razvoja oddelka je po skoraj dveh desetletjih očitno, da je bilo ponovno vključevanje primerjalnih in antropoloških razsežnosti raziskovalnega in pedagoškega dela na oddelku izjemno učinkovito in plodno. Od takrat lahko govorimo o novem razcvetu etnologije/kulturne antropologije v kadrovskem in raziskovalnem pomenu. Uresničitev takratnih načrtov in intenzivnejše delo na oddelku je omogočila tudi selitev oddelka iz pretesnih prostorov matične hiše na Aškerčevi 2 v prostore na Zavetiški 5, kamor se je oddelek preselil v študijskem letu 1992/93. 
Oddelek za etnologijo in kulturno antropologijo (OEKA) na Filozofski fakulteti Univerze v Ljubljani je matični in edini univerzitetni oddelek v Sloveniji, ki usposablja strokovnjake za etnologijo kot pomembno nacionalno in primerjalno vedo. Zaradi izjemno bogate tradicije, raziskovalnih izkušenj in gosto spletene mreže mednarodnih povezav je OEKA osrednja etnološka in kulturno antropološka institucija na Slovenskem. Na oddelku danes delujejo vodilni slovenski strokovnjaki na področjih mitologije, folkloristike, etnološke muzeologije in konservatorstva, urbane in transnacionalne antropologije, antropologije migracij itd. 

## Sodelovanje s tujimi fakultetami
Oddelek za etnologijo in kulturno antropologijo je bil na začetku
21. stoletja zelo aktiven v mednarodnem in interdisciplinarnem sodelovanju.
Njegovi sodelavci in sodelavke so sodelovali v mednarodnih raziskovalnih
projektih v okviru 6. in 7. okvirnega programa EU ter v številnih aplikativnih,
bilateralnih in drugih projektih.
Od leta 2001 je vključen v mednarodno izmenjavo v okviru programa
Erasmus. Oddelek ima sklenjenih več kot 40 bilateralnih sporazumov s partnerji
iz skoraj vseh evropskih držav. Od leta 2003 sodeluje v tematski mreži
srednjeevropskega sodelovanja Ceepus s partnerji iz jugovzhodne Evrope. Od leta
2004 je tudi del mreže Border Crossings Network in sodeluje tudi pri izvedbi
poletne šole v grški Konitsi. 
Vsako leto oddelek gosti okoli 30 tujih študentov in študentk,
nekaj manj pa jih vsako leto odhaja na študijsko izmenjavo v tujino.
Od leta 2007 izvaja oddelek, skupaj s partnerji z univerz na
Dunaju, v Stockholmu, Barceloni, Lyonu in Maynoothu, skupni magistrski program
iz kulturne in socialne antropologije Kreol (Creole) – Kulturna raznolikost in
transnacionalni procesi.

## Študenti in študentke
Do sredine petdesetih let, ko je bilo mogoče študirati samostojno
»etnologijo z etnografijo«, je bilo vpisanih študentov in študentk sorazmerno
malo. Ob uvedbi dvopredmetnega študija pa je od konca petdesetih let začelo
naraščati število vpisanih študentov in študentk. 
Generacije študentov in študentk se srečujejo na terenskih vajah
in zunaj študijskega procesa. Med najbolj trajne oblike samoorganizacije
študentskega življenja sodi brucevanje, ki je doslej potekalo na
najrazličnejših lokacijah v Sloveniji. Nekatere generacije se odločijo tudi za
organizacijo absolventskega izleta.
Odkar se je oddelek preselil na Zavetniško 5, je na dvorišču
mogoče organizirati tudi različne prireditve, med katerimi sta postali stalnica
jesenski kostanjev piknik in spomladansko srečanje pod nazivom Etno je fletno.
Poleg institucionaliziranega avtonomnega sodelovanja v Študentskem
svetu FF in Študentski organizaciji Univerze v Ljubljani, sodelujejo tudi v
stanovskih društvih in v okviru neformalnih skupin. Od leta 1975 so aktivno
delovali v okviru študentske sekcije Slovenskega etnološkega društva, leta 2005
pa so ustanovili Slovensko etnološko in antropološko združenje Kula. 
Na oddelku so tudi ustanovili klub diplomantov in diplomantk, z
generacijami, ki so končale študij v zadnjem času. Skupaj primerjajo redna
letna srečanja. V zadnjih letih se etnologi in etnologinje ter kulturni
antropologi in antropologinje uspešno vključujejo v delo v drugih institucijah
na področju kulture in družbenih dejavnosti, prav tako tudi v upravnih, vladnih
in nevladnih, gospodarskih in izobraževalnih institucijah na področjih, ki
zadevajo poznavanje procesov in sestavin vsakdanjega življenje.    

## Oddelčna knjižnica
Knjižnica Oddelka za etnologijo in kulturno antropologijo
deluje skupaj z Oddelkom od leta 1945. Leta 1992 se je z Oddelkom preselila na↵Zavetiško 5, ki je nasproti Gimnazije Vič. Deluje v okviru Osrednje humanistične knjižnice. Zbirka po podatkih iz leta 2015  obsega nekaj manj kot 20.000 enot domačih in
tujih monografskih in serijskih publikacij s področja etnologije, socialne in
kulturne antropologije ter folkloristike. Poleg slovenske etnološke in
antropološke literature hrani tudi tuja temeljna dela za področje Balkana,
Evrope in neevropskih dežel. Letno prejema preko 80 naslovov domačih in tujih
specializiranih serijskih publikacij. Hrani več kot 3500 doktorskih disertacij,
magistrskih, diplomskih in seminarskih del študentov oddelka.
Do leta 2000 je bil omogočen prosti dostop do knjižničnega
gradiva, vendar so med inventuro ugotovili da 9% gradiva manjka, zato so kasneje
prosti dostop omejili. Knjižnica se sooča tudi s prostorsko stisko. Trudijo se imeti
vsaj 2 izvoda obvezne študijske literature, rezervacija knjig ni mogoča. 
Knjižnica vsebuje listkovni abecedno-imenski katalog, ki ga
ne dopolnjujejo več od leta 2013. Listkovni tematski katalog pa so opustili
konec leta 1998, ko se je knjižnica vključila v sistem COBISS.  Danes je v računalniškem katalogu COBIB
približno 2/3 vsega gradiva. V začetku leta 2000 so knjižnico preuredili , tako
da ima knjižnica čitalnico z 32-imi sedeži, kjer je na voljo 6 računalnikov, ki
omogočajo dostop do interneta in shranjevanje podatkov. Knjižnica je
polnopravna članica sistema COBISS, kar pomeni, da kreira zapise v vzajemno
bibliografsko bazo podatkov COBIB in hkrati gradi svojo lokalno bazo podatkov v
tem sistemu. 
Na oddelku pa izdajajo tudi knjižno zbirko Zupančičeva
knjižnica, v kateri je od začetka leta 2009 izšlo 40 knjig. Med njimi zborniki
prispevkov z različnih mednarodnih znanstvenih srečanj v angleškem in
slovenskem jeziku. Oddelek izdaja tudi zbirko študentskih del Etno je fletno
(doslej so izšle tri monografije), zbirko AE Gradiva in zbirko Kulturna
dediščina, ki izhaja v elektronski obliki.

## Dokumentacija

### Opis dokumentacije in etnološkega informacijskega laboratorija
Naloga
in poslanstvo etnografske dokumentacije 
na Oddelku za etnologijo in kulturno antropologijo, je zbiranje,
urejanje, hranjenje in trajno varovanje najrazličnejših zvrsti gradiva, ki je
bilo zbrano v okviru terenskega dela oziroma raziskovalnega dela na terenu –
dokumentov v pisni, vizualni in zvočni obliki.
Zbrano
gradivo predstavlja neprecenljivo etnografsko dokumentarno bogastvo predvsem z
vidika ohranjanja kulturne dediščine, ki ima znanstveni in strokovni pomen ne
samo za slovenski kulturni, temveč tudi za evropski in svetovni prostor, kar je
zlasti pomembno v današnjem času globalizacijskega razvoja družbe in kulture.
Dokumentacija
Oddelka za etnologijo in kulturno antropologijo je začela nastajati že leta
1956, ko je prof. Vilko Novak v okviru pedagoškega in raziskovalnega dela začel
ustvarjati fototečno in diatečno zbirko. 
Etnografsko
gradivo je bilo zbrano in se še zbira v okviru terenskega dela, ki poteka v
okviru nekaterih študijskih predmetov (pedagoško delo), raziskovalnih taborov,
etnoloških, antropoloških delavnic in 
raziskovalnih projektov in programov 
(znanstvenoraziskovalno delo), ki jih izvajajo učitelji, asistenti,
raziskovalci in zunanji sodelavci oddelka. 
Etnografska dokumentacija po svoji 
vsebini predstavlja tudi informacijsko osnovo za nadaljnja raziskovanja
in izobraževanja.

### Etnoinfolab
Podatkovna
baza ETNOINFOLAB, ki je začela nastajati leta 2006, vsebuje  popis 
zbirk s podatki, ki pokrivajo celotno slovensko in  slovensko etnično zamejsko območje, Hrvaško,
Bosno in Hercegovino, Makedonijo, in pokrivajo teme iz materialne, družbene in
duhovne kulture, ter predstavlja časovno obdobje od konca 19. stoletja do
danes. 
Gradivo,
je dostopno najširšemu krogu prebivalcev, za raziskovalne, študijske ali
splošno izobraževalne namene. 
Podatkovna baza in brskalnik EtnoInfoLab kot tudi  vsebina z vsemi tekstovnimi, slikovnimi in
drugimi oblikami podatkov, je last Oddelka za etnologijo in kulturno
antropologijo Filozofske fakultete Univerze v Ljubljani in je avtorsko
zaščiteno. Nadaljnja uporaba vsebine brskalnika Etnoinfolab (v smislu različnih
oblik komercialnih uporab) je brez privolitve Oddelka za etnologijo in kulturno
antropologijo strogo prepovedano.

### Zbirke
-Zbirka Ivana (Juan) Benigarja
(1883-1950)
-Zbirka Boruta Brumna
-Zbirka prof. dr. Joel-a M. Halperna
-Zbirka prof. dr. Vekoslava
Kremenška
-Zbirka prof. dr. Vilka Novaka
-Fototeka
-Videoteka
-Audioteka
-Mediateka

## Predstojniki
·
Dr.
Niko Zupanič
·
Dr.
Vilko Novak
·
Dr.
Vekoslav Kremenšek
·
Dr. Zmago Šmitek
·
Dr.
Janez Bogataj
·
Dr.
Božidar Jezernik
·
Dr.
Rajko Muršič
·
Dr. Mirjam Mencej
·
Dr. Vito Hazler